# Discographie de Lynyrd Skynyrd
Cet article présente la discographie du groupe de rock sudiste américain, Lynyrd Skynyrd.

## Présentation
Cette discographie couvre près de 50 années de la carrière du groupe. Elle se compose de quatorze albums studio, onze albums en public et de nombreuses compilations. Toutes les compilations ne sont pas reportées ici, seulement les principales ou celles qui ont donnée lieu à un classement où à une certification.
Fondé à Jacksonville (Floride) en 1964, Lynyrd Skynyrd (sous le nom de Lynard Skynard) sortira son premier single "Need my Friends / Michelle" qu'en 1970 sur le petit label Local Shade Tree Recording. Remarqué et signé par le label majeur, MCA Records, en 1973, le groupe sort son premier album (pronounced 'lĕh-'nérd 'skin-'nérd) la même année. Cet album contient la chanson "Free Bird" qui deviendra avec "Sweet Home Alabama", sortie l'année d'après sur le deuxième album Second Helping, la chanson la plus célèbre du groupe.
La carrière du groupe fut stoppée en 1977, à la suite du tragique accident d'avion qui tua ou blessa gravement plusieurs membres du groupe. Elle ne reprit qu'à la fin des années 1980 avec la tournée hommage aux victimes, le Southern By The Grace Of God - Lynyrd Skynyrd Tribute Tour 1987, dont un album live est tiré, et se poursuit jusqu'à présent malgré les nombreux décès qui jalonnent la route du groupe, le guitariste Gary Rossington restant le seul membre original ayant participé à tous les albums.
Les albums studio les plus vendus aux États-Unis sont ceux de la période avant l'accident de 1977. Sinon beaucoup de compilations ont été certifiées disque de platine ou multiple disque de platine. La palme revenant à Skynyrds Innyrds avec plus de 5 millions d'albums vendus. L'album en public One More from the Road a été vendu à plus de 3 millions d'exemplaires. Pour l'album en public One More for the Fans, disponible en CD et en DVD, il s'agit d'un concert hommage auquel ont participé Peter Frampton, Blackberry Smoke, et bien d'autres chanteurs de country et de rock sudiste. Pour plus de détails, voir Article principal, Historique, Changements et continuité, avant-dernier paragraphe.
Les notes donnés par le site AllMusic.com ne sont reportées ici que pour information.

## Albums

### Albums studio
| Album                                                                                           | Charts | Charts | Charts | Charts    | Charts | Charts | Charts | Charts | Charts | Charts | Charts | Charts | Charts | Charts | Certifications       |
| Album                                                                                           | USA    | ALL    | AUT    | (V)/(W) , | CAN    | FIN    | FRA    | ITA    | NOR    | N-Z    | P-B    | SWE    | SUI    | UK     | Certifications       |
| ----------------------------------------------------------------------------------------------- | ------ | ------ | ------ | --------- | ------ | ------ | ------ | ------ | ------ | ------ | ------ | ------ | ------ | ------ | -------------------- |
| (pronounced 'lĕh-'nérd 'skin-'nérd) - Sortie: 13 août 1973 - label: MCA Records - AllMusic Lien | 27     | —      | —      | —/—       | 93     | —      | —      | —      | —      | —      | —      | —      | —      | —      | 2 × Platine · Argent |
| Second Helping - Sortie: 15 avril 1974 - label: MCA - AllMusic Lien                             | 12     | —      | —      | —/—       | 9      | —      | —      | —      | —      | —      | —      | —      | —      | —      | 2 × Platine          |
| Nuthin' Fancy - Sortie: 14 mars 1975 - label: MCA - AllMusic Lien                               | 9      | —      | —      | —/—       | 17     | —      | —      | —      | —      | —      | —      | —      | —      | 43     | Platine              |
| Gimme Back My Bullets - Sortie: 2 février 1976 - label: MCA - AllMusic Lien                     | 20     | —      | —      | —/—       | 73     | —      | —      | —      | —      | —      | 20     | 50     | —      | 34     | Or                   |
| Street Survivors - Sortie: 17 octobre 1977 - label: MCA - AllMusic Lien                         | 5      | —      | —      | —/—       | 3      | —      | —      | —      | —      | 38     | —      | —      | —      | 13     | 2 × Platine · Or     |
| Lynyrd Skynyrd 1991 - Sortie: 11 juin 1991 - label: Atlantic Records - AllMusic Lien            | 64     | —      | —      | —/—       | 39     | —      | —      | —      | —      | —      | —      | 44     | —      | —      | —                    |
| The Last Rebel - Sortie: 16 février 1993 - label: Atlantic - AllMusic Lien                      | 64     | 80     | —      | —/—       | —      | —      | —      | —      | —      | —      | —      | 33     | 18     | —      | —                    |
| Endangered Species - Sortie: 9 août 1994 - label: Capricorn Records - AllMusic Lien             | 115    | —      | —      | —/—       | —      | —      | —      | —      | —      | —      | —      | —      | —      | —      | —                    |
| Twenty - Sortie: 29 avril 1997 - label: SPV Recordings - AllMusic Lien                          | 97     | 70     | —      | —/—       | —      | 12     | —      | —      | 36     | —      | —      | —      | —      | —      | —                    |
| Edge of Forever - Sortie: 10 août 1999 - label: SPV - AllMusic Lien                             | 96     | 47     | —      | —/—       | —      | 19     | —      | —      | —      | —      | —      | —      | —      | —      | —                    |
| Christmas Time Again - Sortie: 12 septembre 2000 - label: SPV - AllMusic Lien                   | —      | —      | —      | —/—       | —      | —      | —      | —      | —      | —      | —      | —      | —      | —      | —                    |
| Vicious Cycle - Sortie: 20 mai 2003 - label: Sanctuary Records - AllMusic Lien                  | 30     | 44     | —      | —/—       | —      | 30     | 150    | —      | —      | —      | —      | —      | —      | —      | —                    |
| God and Guns - Sortie: 29 septembre 2009 - label: Roadrunner Records - AllMusic Lien            | 18     | 37     | —      | —/91      | —      | 26     | 64     | —      | —      | —      | 79     | 38     | 38     | 36     | —                    |
| Last of a Dyin' Breed - Sortie: 21 août 2012 - label: Roadrunner - AllMusic Lien                | 14     | 14     | 33     | 100/49    | —      | 10     | 55     | 45     | 12     | —      | 72     | 18     | 13     | 83     | —                    |
| "—" indique que l'album n'entra pas dans les classements musicaux de ces pays.                  |        |        |        |           |        |        |        |        |        |        |        |        |        |        |                      |

### Albums en public
| Album | Charts | Charts | Charts    | Charts | Charts | Charts | Charts | Certifications            |
| Album | USA    | ALL    | (V)/(W) , | CAN    | FRA    | ITA    | UK     | Certifications            |
| --- | ------ | ------ | --------- | ------ | ------ | ------ | ------ | ------------------------- |
| One More from the Road - Sortie: 13 septembre 1976 - label: MCA Records - AllMusic Lien                                                                     | 9      | —      | —/—       | 49     | —      | —      | 17     | 3 × Platine · Argent · Or |
| Southern By the Grace of God - Sortie: 21 mars 1988 - label: MCA - AllMusic Lien                                                                            | 68     | —      | —/—       | —      | —      | —      | —      | —                         |
| Southern Knights - Sortie: 1er juillet 1996 - label: SPV Recordings - AllMusic Lien                                                                         | —      | —      | —/—       | —      | —      | —      | —      | —                         |
| Lyve From Steel Town - Sortie: 2 juin 1998 - label: SPV - AllMusic Lien                                                                                     | —      | —      | —/—       | —      | —      | —      | —      | Or                        |
| Lynyrd Skynyrd Lyve: The Vicious Cycle Tour - Sortie: 22 juin 2004 - label: Sanctuary Records - AllMusic Lien                                               | —      | —      | —/—       | —      | —      | —      | —      | —                         |
| Live From Freedom Hall - Sortie: 22 juin 2010 - label: Roadrunner Records - AllMusic Lien                                                                   | —      | 74     | —/—       | —      | 175    | 63     | —      | —                         |
| One More for the Fans - Sortie: 2015 - label: Ear Music - AllMusic Lien                                                                                     | 81     | 67     | 129/90    | —      | —      | —      | —      | —                         |
| Pronounced 'Lĕh-'nérd 'Skin-'nérd & Second Helping Live From Jacksonville At The Florida Theatre - Sortie:2015 - label: Eagle Records - AllMusic (non noté) | —      | 86     | —/160     | —      | —      | —      | —      | —                         |
| Live in Atlantic City - Sortie: 28 septembre 2018 - label: Ear Music - AllMusic Lien                                                                        | —      | —      | —/115     | —      | —      | —      | —      | —                         |
| Last of the Street Survivors Farewell Tour – Lyve! - Sortie: 14 février 2020 - label: Curtis Loew Records - AllMusic (non noté)                             | 121    | —      | —/—       | —      | —      | —      | —      | —                         |
| Live at Knebworth 1976 - Sortie: 9 avril 2021 - label: UMC - AllMusic (non noté)                                                                            | —      | 24     | —/58      | —      | —      | —      | —      | —                         |
| "—" indique que l'album n'entra pas dans les classements musicaux de ces pays.                                                                              |        |        |           |        |        |        |        |                           |

- Note: Deux concerts enregistré dans les années 1970, sont disponibles depuis 2009 dans la collection Authorized Bootleg.

| Année | Titre                                                                                  | Label  |
| ----- | -------------------------------------------------------------------------------------- | ------ |
| 2009  | Authorized Bootleg: Live at Winterland - San Francisco, Mar. 07 1976                   | Geffen |
| 2009  | Authorized Bootleg: Live at the Cardiff Capitol Theatre - Cardiff, Wales, Nov. 04 1975 | Geffen |

### Compilations
| Album | Charts | Charts | Charts | Charts | Certifications   |
| Album | USA    | CAN    | NOR    | UK     | Certifications   |
| --- | ------ | ------ | ------ | ------ | ---------------- |
| Skynyrd's First and... Last. - Sortie: 5 septembre 1978 - label: MCA Records - AllMusic Lien                               | 15     | 35     | —      | 50     | Platine          |
| Gold & Platinium - Sortie: 2 décembre 1979 - label: MCA - AllMusic Lien                                                    | 12     | 56     | —      | 49     | 3 × Platine · Or |
| The Best of the Rest - Sortie: 2 novembre 1982 - label: MCA - AllMusic Lien                                                | 171    | —      | —      | —      | —                |
| Legend - Sortie: 5 octobre 1987 - label: MCA - AllMusic Lien                                                               | 41     | —      | —      | —      | Or               |
| Skynyrd's Innyrds - Sortie: 30 avril 1989 - label: MCA - AllMusic Lien                                                     | —      | —      | —      | —      | 5 × Platine      |
| Lynyrd Skynyrd - Boxed Set - Sortie: 12 novembre 1991 - label: MCA - Coffret 3 Cd - AllMusic Lien                          | —      | —      | —      | —      | Or               |
| Old Time Greats - Sortie: 1997 - label: Repertoire Records - AllMusic Lien                                                 | —      | —      | —      | —      | —                |
| What's Your Name - Sortie: 28 janvier 1997 - label: MCA - AllMusic Lien                                                    | —      | —      | —      | —      | Platine          |
| Extended Versions - Sortie: 11 septembre 1998 - label: BMG Special Products - AllMusic Lien                                | 183    | —      | —      | —      | Or               |
| The Essential Lynyrd Skynyrd - Sortie: 25 août 1998 - label: MCA - AllMusic Lien                                           | —      | —      | —      | —      | Platine · Argent |
| 20th Century Masters - Millenium Collection: The Best of Lynyrd Skynyrd - Sortie: 9 mars 1999 - label: MCA - AllMusic Lien | 60     | —      | —      | —      | 2 × Platine      |
| Solo Flytes - Sortie: 12 octobre 1999 - label: MCA - AllMusic Lien                                                         | —      | —      | —      | —      | —                |
| All Time Greatest Hits - Sortie: 14 mars 2000 - label: MCA - AllMusic Lien                                                 | 56     | —      | —      | —      | Platine          |
| Collectybles - Sortie: 21 novembre 2000 - label: MCA - AllMusic Lien                                                       | —      | —      | —      | —      | —                |
| The Collection - Sortie: 28 août 2001 - label: Spectrum Music - AllMusic Lien                                              | —      | —      | —      | —      | · Or             |
| Thyrty - The 30th Anniversary Collection - Sortie: 12 août 2003 - label: MCA - AllMusic Lien                               | 16     | —      | —      | —      | Or               |
| Family - Sortie: 28 février 2006 - label: Geffen Records - AllMusic Lien                                                   | 142    | —      | —      | —      | —                |
| Greatest Hits - Sortie: 18 août 2008 - label: Island - AllMusic Lien                                                       | —      | —      | 29     | 16     | · Or             |
| Icon - Sortie: 31 août 2010 - label: UMG - AllMusic Lien                                                                   | 138    | —      | —      | —      | Or               |
| Skynyrd Nation - Sortie: 11 janvier 2011 - label: - AllMusic Lien                                                          | —      | —      | —      | —      | —                |
| Freebird - The Essential Collection - Sortie: 12 mai 2014 - label: Spectrum Music - AllMusic Lien                          | —      | —      | —      | —      | —                |
| Collected - Sortie: 25 mai 2018 - label: UMG - AllMusic Lien                                                               | —      | —      | —      | —      | —                |
| FYFTY - Sortie: 13 octobre 2023 - label: Geffen / UMe Recordings - AllMusic                                                | —      | —      | —      | —      | —                |
| "—" indique que l'album n'entra pas dans les classements musicaux de ces pays.                                             |        |        |        |        |                  |

## Singles

### Années 1970
| Année                                                                          | Titre                                                                         | Position dans les chartes | Position dans les chartes | Album                               |
| Année                                                                          | Titre                                                                         | US hot 100                | R-U                       | Album                               |
| ------------------------------------------------------------------------------ | ----------------------------------------------------------------------------- | ------------------------- | ------------------------- | ----------------------------------- |
| 1970                                                                           | "Need All My Friends" - Face B: "Michelle"                                    | —                         | —                         | Non-album single                    |
| 1973                                                                           | "Gimme Three Steps" - Face B: "Mr. Banker"                                    | —                         | —                         | (pronounced 'lĕh-'nérd 'skin-'nérd) |
| 1974                                                                           | "Don't Ask Me No Questions " - Face B: "Take Your Time"                       | —                         | —                         | Second Helping                      |
| 1974                                                                           | "Sweet Home Alabama" - Face B: "Take Your Time" - Platine                     | 8                         | 31                        | Second Helping                      |
| 1974                                                                           | "Free Bird" - Face B: "Down South Jukin'"                                     | 19                        | —                         | (pronounced 'lĕh-'nérd 'skin-'nérd) |
| 1975                                                                           | "Saturday Night Special" - Face B: "Made in the Shade"                        | 27                        | —                         | Nuthin' Fancy                       |
| 1976                                                                           | "Double Trouble" - Face B: "Roll Gypsy Roll"                                  | 80                        | —                         | Gimme Back My Bullets               |
| 1976                                                                           | "Gimme Back My Bullets" - Face B: "All I Can Do Is Write About It"            | —                         | —                         | Gimme Back My Bullets               |
| 1976                                                                           | "Gimme Three Steps" (live) - Face B: "Travelin' Man" (live)                   | —                         | —                         | One More from the Road              |
| 1976                                                                           | "Free Bird" (live) - Face B: "Searchin'" (live)                               | —                         | —                         | One More from the Road              |
| 1977                                                                           | "What's Your Name ?" - Face B: "I Know a Little"                              | 13                        | —                         | Street Survivors                    |
| 1978                                                                           | "You Got That Right" - Face B: "Ain't No Good Life"                           | 69                        | —                         | Street Survivors                    |
| 1978                                                                           | "Down South Jukin'" - Face B: "Wino"                                          | —                         | —                         | Skynyrd's First and... Last.        |
| 1979                                                                           | "Free Bird" (Ep) - Face B: "Sweet Home Alabama / Double trouble" - uniquement | —                         | 43                        | Gold & Platinium                    |
| "—" indique que l'album n'entra pas dans les classements musicaux de ces pays. |                                                                               |                           |                           |                                     |

### Années 1980 et 1990
| Année                                                                          | Titre                                                                                              | Position dans les chartes | Position dans les chartes | Album                        |
| Année                                                                          | Titre                                                                                              | US hot 100                | R-U                       | Album                        |
| ------------------------------------------------------------------------------ | -------------------------------------------------------------------------------------------------- | ------------------------- | ------------------------- | ---------------------------- |
| 1982                                                                           | "I've Been Your Fool" - Face B: "Gotta Go"                                                         | —                         | —                         | The Best of the Rest         |
| 1982                                                                           | "Free Bird" - Face B: —                                                                            | —                         | 21                        | Non-album single             |
| 1987                                                                           | "Truck Drivin' Man" - Face B: "Simple Man"                                                         | 12                        | —                         | Legend                       |
| 1987                                                                           | "When You Got Good Friends " - Face B: "Truck Drivin' Man"                                         | —                         | —                         | Legend                       |
| 1988                                                                           | "Swamp Music" (promo) (live) - Face B: "Swamp Music"                                               | 16                        | —                         | Southern By the Grace of God |
| 1989                                                                           | "Double Trouble" - Face B: "Free Bird"                                                             | —                         | 88                        | Skynyrd's Innyrds            |
| 1991                                                                           | "Smokestack Lightning" - Face B: "Southern Women"                                                  | 2                         | —                         | Lynyrd Skynyrd 1991          |
| 1991                                                                           | "Keeping the Faith" (Edit) - Face B: "Keeping the Faith" (Lp version)                              | 10                        | —                         | Lynyrd Skynyrd 1991          |
| 1993                                                                           | "Good Lovin's Hard To Find" - Face B: "Outta Hell In My Dodge"                                     | 6                         | —                         | The Last Rebel               |
| 1993                                                                           | "Born to Run" (Edit) - Face B: "Born to Run" (album version)                                       | 37                        | —                         | The Last Rebel               |
| 1993                                                                           | The Last Rebel - Face B: The Last Rebel (version acoustique)                                       | —                         | —                         | The Last Rebel               |
| 1993                                                                           | "Can't Take That Away" - Face B: "One Thing" / "South of Heaven"                                   | —                         | —                         | The Last Rebel               |
| 1994                                                                           | "Down South Jukin'" (promo) - Face B: —                                                            | —                         | —                         | Endangered Species           |
| 1994                                                                           | "Devil in the Bottle" (promo) - Face B: —                                                          | —                         | —                         | Endangered Species           |
| 1997                                                                           | "Travelin' Man" - Face B: "Talked Myself Right Into It"                                            | 22                        | —                         | Twenty                       |
| 1997                                                                           | "Bring It On" (promo) - Face B: —                                                                  | 33                        | —                         | Twenty                       |
| 1997                                                                           | "Home Is Where The Heart Is" (promo) (Edit) - Face B: "Home Is Where The Heart Is" (album version) | —                         | —                         | Twenty                       |
| 1998                                                                           | "Berniece" (version live) - Face B: "Berniece" (version studio)                                    | —                         | —                         | Lyve from Steel Town         |
| 1999                                                                           | "Workin'" - Face B: —                                                                              | 13                        | —                         | Edge of Forever              |
| 1999                                                                           | "Preacher Man" - Face B: —                                                                         | 26                        | —                         | Edge of Forever              |
| "—" indique que l'album n'entra pas dans les classements musicaux de ces pays. | |                           |                           |                              |

### De 2000 à 2020
| Année                                                                          | Titre                                                                                | Position dans les chartes | Position dans les chartes | Position dans les chartes | Position dans les chartes | Position dans les chartes | Position dans les chartes | Album                  |
| Année                                                                          | Titre                                                                                | US hot 100                | ALL                       | AUT                       | FRA                       | SUI                       | R-U                       | Album                  |
| ------------------------------------------------------------------------------ | ------------------------------------------------------------------------------------ | ------------------------- | ------------------------- | ------------------------- | ------------------------- | ------------------------- | ------------------------- | ---------------------- |
| 2000                                                                           | "Christmas Time Again"                                                               | —                         | —                         | —                         | —                         | —                         | —                         | Christmas Time Again   |
| 2002                                                                           | "Mama's Song" - Face B: "Skynyrd Family" - uniquement                                | —                         | —                         | —                         | —                         | —                         | —                         | Christmas Time Again   |
| 2003                                                                           | "Red White and Blue" (Promo)                                                         | 27                        | —                         | —                         | —                         | —                         | —                         | Vicious Cycle          |
| 2003                                                                           | "That's How I Like It" (Radio Edit) - Face B: "That's How I Like It" (Album version) | —                         | —                         | —                         | —                         | —                         | —                         | Vicious Cycle          |
| 2003                                                                           | "Dead Man Walkin'" (Promo) - Face B: "Red White and Blue" (Live)                     | —                         | —                         | —                         | —                         | —                         | —                         | Vicious Cycle          |
| 2008                                                                           | "Sweet Home Alabama"                                                                 | —                         | 87                        | 56                        | 51                        | 51                        | 44                        | Greatest Hits          |
| 2009                                                                           | "Still Unbroken" (Radio Edit) - Face B: "Still Unbroken" (Album version)             | 40                        | —                         | —                         | —                         | —                         | —                         | God and Guns           |
| 2009                                                                           | "Simple Life" (Promo)                                                                | —                         | —                         | —                         | —                         | —                         | —                         | God and Guns           |
| 2010                                                                           | "Sweet Home Alabama" (Live) - Face B: ""                                             | —                         | —                         | —                         | —                         | —                         | —                         | Live from Freedom Hall |
| 2012                                                                           | "Last of a Dyin' Breed" (Promo)                                                      | —                         | —                         | —                         | —                         | —                         | —                         | Last of a Dyin' Breed  |
| 2020                                                                           | "Last of the Street Survivors"                                                       | —                         | —                         | —                         | —                         | —                         | —                         | Non-album single       |
| "—" indique que l'album n'entra pas dans les classements musicaux de ces pays. |                                                                                      |                           |                           |                           |                           |                           |                           |                        |

## Videographie
| année | titre | Certification |
| ----- | --- | ------------- |
| 1988  | Lynyrd Skynyrd Tribute Tour - Sortie: avril 1988 - Label: Cabin Fever Entertainment - Formats: VHS                 | Or            |
| 1996  | Freebird... The Movie - Sortie: 13 août 1996 - Label: MCA Records - Formats: VHS                                   | —             |
| 1996  | Southern Knights - sortie:1996 - Label: SPV Recordings - Formats: VHS                                              | —             |
| 1998  | Lyve From steel Town - Sortie:2 juin 2 1998 - Label: CMC International - Formats: VHS / DVD                        | Or            |
| 2004  | Lynyrd Skynyrd Lyve: The Vicious Cycle Tour - Sortie: 22 juin 2004 - Label: Sanctuary Records Group - Formats: DVD | Or            |
| 2007  | Lynyrd Skynyrd: Live from Austin, TX - Sortie: 5 juin 2007 - Label: New West Records - Formats: DVD                | Or            |